# Особняк купца Булошникова
Особня́к купца́ Бу́лошникова — историческое здание в городе Москве на пересечении Малого Кисловского переулка и Большой Никитской улицы. Дом был построен в 1820-х годах для купца Ф. В. Булошникова. Первый этаж отводился под хлебную лавку и служебные помещения, а второй — под жилые комнаты. К 1883-му здание занимала гравёрная мастерская Карла Рихау. В 1886 году дом перестроили — добавили третий этаж и переоформили фасад. До революции в здании располагалось издательство «Мусагет», которое публиковало поэтов-символистов и религиозно-философскую литературу.
14 декабря 2018 года в СМИ появилась информация о том, что здание собираются снести ради строительства жилого комплекса. Компания-девелопер принадлежит тому же владельцу, которому удалось снести дом Неклюдовой и построить на его месте многоэтажное здание под апартаменты. Несмотря на широкий общественный резонанс и возражения против сноса, Московская градостроительная земельная комиссия одобрила строительство жилого комплекса высотой до 32 метров на месте особняка Булошникова. Для окончательного согласования проект должен был пройти общественные слушания, которые состоялись 22 января 2019 года. По результатам обсуждения проект был отправлен на дополнительную экспертизу.

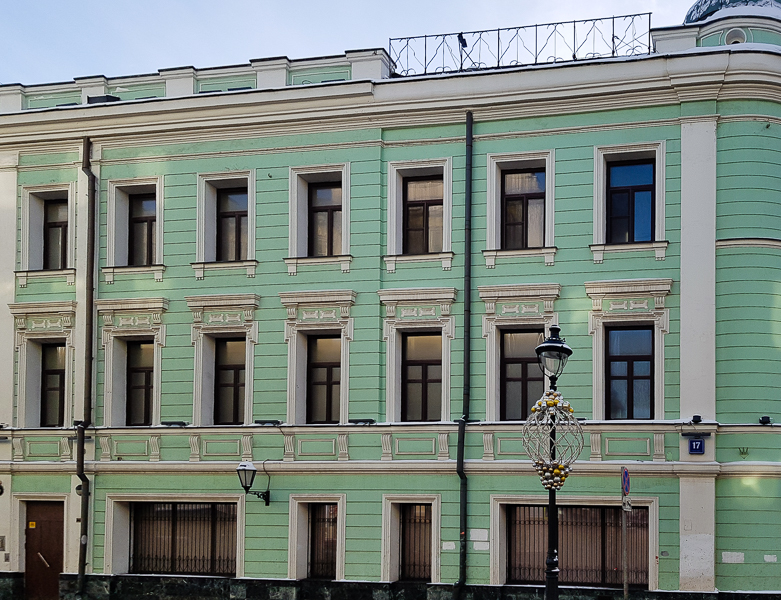
Фасад по Большой Никитской, январь 2019
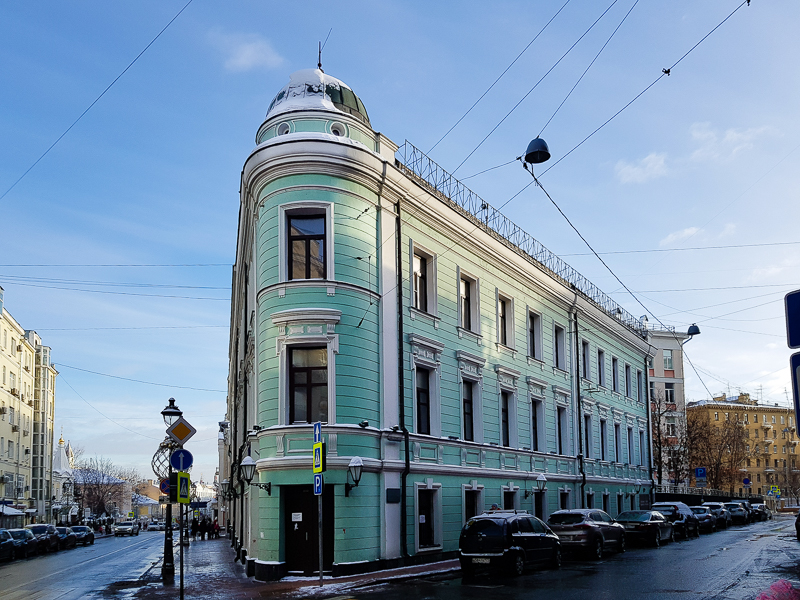
Угол здания на пересечении Большой Никитской и Малого Кисловского переулка, январь 2019